# Naruto Shippūden: Ultimate Ninja Storm 3
 (avril 2013).
Naruto Shippuden: Ultimate Ninja Storm 3 est un jeu vidéo adapté du manga Naruto, développé par CyberConnect2 et édité par Namco Bandai, sorti initialement en mars 2013 sur PlayStation 3 et Xbox 360. Il s'agit du quatrième opus de la série Ultimate Ninja Storm. Cet opus marque le retour des Combats de boss, et un mode aventure semblable à celui des deux premiers épisodes. 
Une démo jouable avec des graphismes améliorés par rapport aux précédents Storm a été présentée à Japan Expo 2012, montrant un combat entre Hiruzen Sarutobi, le 3e Hokage, contre le démon renard Kyûbi et un combat entre Minato Namikaze, le 4e du nom et l'homme masqué, qui contrôle Kyûbi. 
Une reprise améliorée du jeu nommée Naruto Shippuden: Ultimate Ninja Storm 3 Full Burst est sortie en octobre 2013 sur PlayStation 3 et Xbox 360. Elle contient des ajouts tels un nouveau personnage (Kabuto Ermite), de nouvelles missions (une centaine), une légère modification des cinématiques, ainsi qu'un chapitre supplémentaire (celui où Sasuke Uchiwa et Itachi Uchiwa affrontent Kabuto Ermite), sans oublier les 38 costumes sortis à ce jour. La plus grosse nouveauté est que cette réedition est également sur PC, étant ainsi le premier jeu vidéo de Naruto édité sur PC.    
Le jeu est ressorti en 2017 sur PlayStation 4 et Xbox One puis en 2018 sur Nintendo Switch dans le jeu Naruto Shippuden: Ultimate Ninja Storm Trilogy.

## Nouveautés
Un grand changement vient dans le mode Versus. En effet, l’éveil est disponible dès le début du combat. Kakashi pourra donc activer son sharingan ou Lee ses portes dès les premières secondes du combat... Cela permet d'augmenter le nombre de jutsus possibles, et les joueurs pourront utiliser leurs techniques ultimes même si leurs adversaires sont en mode éveil. Par contre, cette activation aura un prix : en effet, la barre de chakra diminuera jusqu'à ce que l'éveil soit arrêté ce qui donc oblige le joueur à être plus stratégique s'il ne veut pas se retrouver dans l'incapacité d'utiliser son chakra et donc ses jutsus (à l'exception de Rock Lee, qui, étant incapable d'utiliser son chakra, verra sa barre de vie descendre). Cet éveil "volontaire", disponible au début du combat, peut également, pour certains personnages, avoir plusieurs niveaux d'éveil, afin d'augmenter encore plus la puissance de ce dernier, au détriment d'une barre de chakra / vie chutant plus rapidement. L'éveil "normal" est également présent comme dans les précédents volets lorsque la barre de vie descend en dessous d'un seuil précis qui varie en fonction des personnages. Le jeu aurait dû proposer un nouveau mode inédit dans Storm 3, le "Hack-And-Slash" : c'est un mode où on peut combattre plusieurs adversaires en même temps (un peu comme dans Ninja Impact).

## Arènes
1. Konoha (1re partie, normal, détruit et en construction)
2. La forêt de la tranquillité (soir);
3. La forêt de la mort;
4. La forêt de Konoha (jour);
5. Conseil des cinq kages;
6. La vallée de la fin
7. Suna (Nuit);
8. Le pont des samurai (pont et rivière);
9. La côte du Ressac;
10. Plaine du crépuscule;
11. La grande Tortue.
12. Le mont Myoboku.
13. Le village de la pluie dessus et dessous
14. Repaire du clan Uchiwa
15. Cascade de la vérité jour et soir
16. Champ de bataille de la guerre
17. Le tombeau de la montagne
18. Plaine Tranquille (Nuit)
19. Col d'unrai
20. Ruines des démons à queues
21. Champ de neige du pays du Fer
22. Site de l'Astre Divin
23. Antre de Kabuto (Histoire Full Burst)

## Personnages
Cet opus contient la plupart des combattants de la 4e grande guerre ninja. Les nouveaux personnages notables présents dans cet épisode sont par exemple Mifune, Hanzô ou encore les Jinchûriki. Mais encore une grosse surprise comme Madara Uchiwa (Edô Tensei).
Matsuyama a dit lors d'une interview que Storm 3 serait le jeu qui contiendrait plus de personnages qu'il n'y en a jamais eu et a confirmé qu'une surprise sur le jeu sera présente pour les fans du manga. De plus, le jeu possède pas moins de 66 personnages jouables avec quelques soutiens de plus, tout comme dans le précédent opus :
- Naruto Uzumaki (1re Saison, Rasengan à 9 queues, Orbe Shuriken, Ermite, Grêle d'orbes toubillonnants, Orbe des démons à queues, (Hokage : avoir une sauvegarde de Naruto Shippuden Ultimate Ninja Storm Generations))
- Sasuke Uchiwa (1re Saison, Examen Chûnin, Hebi, Taka, Conseil des cinq Kage, Kaléidoscope hypnotique du Sharingan Eternel)
- Sakura Haruno (1re Saison, Tenue de Guerre, Shippuden)
- Neji Hyûga (1re Saison, Tenue de Guerre, Shippuden)
- Rock Lee (1re Saison, Tenue de Guerre, Shippuden)
- Tenten (Tenue de Guerre, Shippuden)
- Shino Aburame (Tenue de Guerre, Shippuden)
- Kiba Inuzuka (Tenue de Guerre, Shippuden)
- Hinata Hyûga (Tenue de Guerre, Shippuden, 1re Saison)
- Ino Yamanaka (Tenue de Guerre, Shippuden)
- Shikamaru Nara (Tenue de Guerre, Shippuden)
- Chôji Akimichi (Tenue de Guerre, Shippuden)
- Suigetsu Hôzuki
- Jûgo
- Karin
- Gaara (1re Saison, Kazekage, Conseil des Kages, Récup'Sasuke, Tenue de Guerre)
- Kankurô (Conseil des Kages, Tenue de Guerre, Shippuden)
- Temari (Conseil des Kages, Tenue de Guerre, Shippuden)
- Saï (Tenue de Guerre, Shippuden)
- Kakashi Hatake (Tenue de Guerre, Kamui, Double Eclair Pourfendeur, Jeune)
- Gaï Maïto (Paon Matinal, Tigre Diurne)
- Asuma Sarutobi (Vivant, Edō Tensei)
- Yamato
- Jiraya
- Orochimaru
- Tsunade
- Kabuto Yakushi (Shippuden, Cape de Serpent, (Ermite (Full Burst))
- Itachi Uchiwa (Arcanes Lunaires, Lame de Totsuka, Edō Tensei)
- Kisame Hoshigaki
- Sasori
- Deidara (Vivant, Edō Tensei)
- Pain
- Konan
- Hidan
- Kakuzu
- Tobi (Akatsuki, Homme Masqué, Rinnegan)
- Nagato
- Madara Uchiwa (Réincarné)
- Hashirama Senjû
- Tobirama Senjû
- Hiruzen Sarutobi
- Minato Namikaze (Jônin, Hokage)
- Ay (Conseil des Kages, Veste)
- Mei Terumi
- Ônoki
- Danzô Shimura
- Darui
- Mifune
- Hanzô
- Killer Bee (Samehada)
- Yugito (Vivante, Edō Tensei)
- Yagura (Vivant, Edō Tensei)
- Rôshi (Vivant, Edō Tensei)
- Han (Vivant, Edō Tensei)
- Utakata (Vivant, Edō Tensei)
- Fû (Vivante, Edō Tensei)
- Zabuza Momochi (Vivant, Edō Tensei)
- Haku (Avec/Sans Masque, Edō Tensei)
- Kimimaro
- Shi (Soutien)
- Fû (Soutien)
- Torune (Soutien)
- Akatsuchi (Soutien)
- Kurotsuchi (Soutien)
- Ao (Soutien)
- Chôjurô (Soutien)

## Combats de Boss
Ci-dessous, les différents combats de boss (mini-boss inclus) du scénario du jeu. Noter que les combats listés ci-dessous ne sont pas forcément disposés dans l'ordre chronologique. On considère un combat étant de Boss quand il contient des QTE. 
- Kyûbi : Il affronte Hîruzen Sarutobi à Konoha (En Feu).
- Homme Masqué : Il affronte Minato Namikaze dans la foret de la tranquillité (nuit), (illusion d'une partie de Konoha) lors de l'attaque de Kyûbi sur Konoha.
- Gaara : Il affronte Sasuke Uchiwa au Conseil des Cinq Kages.
- Mei Terumî : Elle affronte Sasuke Uchiwa au Conseil des Cinq Kages
- Sasuke Uchiwa : Il affronte Naruto Uzumaki sur la rivière du Pont des Samouraïs.
- Kyûbi : Il affronte Naruto Uzumaki en Mode Ermite assisté de Kushina Uzumaki dans le subconscient de Naruto.
- Épéistes Légendaires de la Brume : Ils affrontent Gaï, Lee et Sakura.
- Kinkaku et Ginkaku : Ils affrontent Darui dans la côte du Ressac.
- Zabuza Momochi (Edō Tensei) assisté d'Haku : Ils affrontent Kakashi Hatake.
- Asuma Sarutobi (Edō Tensei) : Il affronte Shikamaru, Chôji et Ino.
- Gedô Mazô : Il affronte Chôji Akimichi assisté de Chôza Akimichi.
- Raikage Ay : Il affronte Killer bee.
- Madara Uchiwa : Il affronte les Cinq Kages.
- Les Six Hôtes : Ils affrontent Naruto Uzumaki, assisté de Killer Bee.
- Démons à queues : Ils affrontent Naruto Uzumaki, assisté de Hachibi.
- Démons à queues : Ils affrontent Naruto Uzumaki en Mode Kurama.
- L'homme masqué : Il affronte Naruto Uzumaki.
- Kabuto Ermite : Il affronte Sasuke Uchiwa et Itachi Uchiwa (Full Burst).

## Modifications du système de combat
- La Décision Ultime : Le joueur a la possibilité de choisir de jouer en "Héros" ou en "Légende", choisissant ainsi le niveau de difficulté du combat de boss, ainsi que la récompense. Si le joueur choisit par exemple, Héros, lors du combat "Naruto Vs Kyûbi", il sera assisté de Bee de temps à autre. S'il choisit Légende, il affrontera seul le démon renard à neuf queues, le gain obtenu étant par conséquent plus important.
- L'Historique des Ninjas : Il permet au joueur de rejouer les combats du scénario, ainsi que ceux de la première saison, et ceux de l'Arc de Naruto Shippūden jusqu'au combat de Pain.
- Le Ring-Out K.O : Le joueur a la possibilité de gagner le combat en éjectant l'adversaire. Seules certaines arènes permettent au joueur de gagner par Ring-Out K.O.
- L'Éveil Instantané : Le joueur peut activer le Mode Éveil dès le début du combat, la conséquence étant que la jauge de chakra diminue au fur et à mesure pendant la durée de l'éveil. Tous les personnages du jeu n'en bénéficient pas.
- Les soutiens (attaque, défense et équilibre) peuvent désormais mourir lors d'un combat. Les soutiens peuvent aussi être utilisés pour ramener le joueur sur la map (l'arène), et ainsi demeurer inaccessibles pour le restant du match.
- L'Ultimate Jutsu Finish : Cinématique se déclenchant lors de l'utilisation de la Technique Secrète à un certain moment du combat.